# Sujismundo
Sujismundo foi uma personagem de animação brasileira criada por Ruy Perotti e utilizada em filmes de publicidade para televisão pela ditadura militar brasileira muito popular na década de 1970.
Protagonizava campanhas e jingles chamados “Povo desenvolvido é povo limpo”.

## O personagem
O boneco, criado por Ruy Perotti, conquistou a simpatia dos brasileiros, apesar de seus graves erros de conduta. Seu nome acabou virando sinônimo de porcalhão. Ele era o protagonista da campanha “Povo desenvolvido é povo limpo”, patrocinada pelo governo federal com o objetivo de melhorar os hábitos de higiene e limpeza dos brasileiros.
Sujismundo surgiu em 1972, quando o governo militar incentivava e patrocinava campanhas educativas, nos moldes de “Brasil, ame-o ou deixe-o”, “Este é um país que vai pra frente” e “Ninguém segura este país”. O personagem fazia parte justamente deste conceito. Nos comerciais, em animação, ele mostrava seus maus hábitos (como jogar lixo no chão ou espalhar objetos pelo escritório) e acabava punido.
O personagem foi ao ar em setembro de 1972, numa série de quatro filmetes, que variavam entre 60 e 90 segundos de duração, e eram exibidos na TV e no cinema. Também foram produzidos cartazes e jingles. A campanha foi retirada do ar em novembro do mesmo ano. Em 1977, Sujismundo voltou, na companhia de Sujismundinho, uma criança que abandonava os maus hábitos dos adultos mais rapidamente.
Mesmo que em 1978 o personagem fosse deixado de lado, até hoje é amado pelos brasileiros "porcalhões".